# Llista de municipis de Lleó

Mapa municipal de Lleó

El 2015 Lleó tenia els municipis següents:
| Nom                           | Pob. (2005) |
| ----------------------------- | ----------- |
| Acebedo                       | 273         |
| Algadefe                      | 323         |
| Alija del Infantado           | 883         |
| Almanza                       | 642         |
| La Antigua                    | 547         |
| Ardón                         | 666         |
| Arganza                       | 853         |
| Astorga                       | 12.275      |
| Balboa                        | 393         |
| La Bañeza                     | 10.123      |
| Barjas                        | 343         |
| Los Barrios de Luna           | 326         |
| Bembibre                      | 10.059      |
| Benavides                     | 2.921       |
| Benuza                        | 707         |
| Bercianos del Páramo          | 783         |
| Bercianos del Real Camino     | 215         |
| Berlanga del Bierzo           | 409         |
| Boca de Huérgano              | 566         |
| Boñar                         | 2.319       |
| Borrenes                      | 459         |
| Brazuelo                      | 356         |
| El Burgo Ranero               | 900         |
| Burón                         | 379         |
| Bustillo del Páramo           | 1.624       |
| Cabañas Raras                 | 1.255       |
| Cabreros del Río              | 522         |
| Cabrillanes                   | 986         |
| Cacabelos                     | 5.215       |
| Calzada del Coto              | 289         |
| Campazas                      | 166         |
| Campo de Villavidel           | 280         |
| Camponaraya                   | 3.664       |
| Candín                        | 381         |
| Cármenes                      | 401         |
| Carracedelo                   | 3.548       |
| Carrizo de la Ribera          | 2.695       |
| Carrocera                     | 580         |
| Carucedo                      | 644         |
| Castilfalé                    | 84          |
| Castrillo de Cabrera          | 162         |
| Castrillo de la Valduerna     | 205         |
| Castrocalbón                  | 1.227       |
| Castrocontrigo                | 1.048       |
| Castropodame                  | 1.848       |
| Castrotierra de Valmadrigal   | 132         |
| Cea                           | 646         |
| Cebanico                      | 220         |
| Cebrones del Río              | 643         |
| Cimanes de la Vega            | 599         |
| Cimanes del Tejar             | 885         |
| Cistierna                     | 3.863       |
| Congosto                      | 1.743       |
| Corbillos de los Oteros       | 281         |
| Corullón                      | 1.120       |
| Crémenes                      | 740         |
| Cuadros                       | 1.835       |
| Cubillas de los Oteros        | 203         |
| Cubillas de Rueda             | 564         |
| Cubillos del Sil              | 1.462       |
| Chozas de Abajo               | 2.114       |
| Destriana                     | 705         |
| Encinedo                      | 948         |
| La Ercina                     | 650         |
| Escobar de Campos             | 71          |
| Fabero                        | 5.282       |
| Folgoso de la Ribera          | 1.294       |
| Fresno de la Vega             | 611         |
| Fuentes de Carbajal           | 129         |
| Garrafe de Torío              | 1.183       |
| Gordaliza del Pino            | 321         |
| Gordoncillo                   | 560         |
| Gradefes                      | 1.166       |
| Grajal de Campos              | 288         |
| Gusendos de los Oteros        | 178         |
| Hospital de Órbigo            | 1.051       |
| Igüeña                        | 1.636       |
| Izagre                        | 235         |
| Joarilla de las Matas         | 393         |
| Laguna Dalga                  | 859         |
| Laguna de Negrillos           | 1.335       |
| Lleó                          | 136.414     |
| Lucillo                       | 474         |
| Luyego                        | 848         |
| Llamas de la Ribera           | 1.088       |
| Magaz de Cepeda               | 457         |
| Mansilla de las Mulas         | 1.888       |
| Mansilla Mayor                | 383         |
| Maraña                        | 163         |
| Matadeón de los Oteros        | 285         |
| Matallana de Torío            | 1.491       |
| Matanza                       | 263         |
| Molinaseca                    | 762         |
| Murias de Paredes             | 574         |
| Noceda del Bierzo             | 834         |
| Oencia                        | 486         |
| Las Omañas                    | 359         |
| Onzonilla                     | 1.588       |
| Oseja de Sajambre             | 300         |
| Pajares de los Oteros         | 362         |
| Palacios de la Valduerna      | 495         |
| Palacios del Sil              | 1.339       |
| Páramo del Sil                | 1.534       |
| Peranzanes                    | 316         |
| Pobladura de Pelayo García    | 521         |
| La Pola de Gordón             | 4.333       |
| Ponferrada                    | 65.984      |
| Posada de Valdeón             | 536         |
| Pozuelo del Páramo            | 540         |
| Prado de la Guzpeña           | 136         |
| Priaranza del Bierzo          | 903         |
| Prioro                        | 433         |
| Puebla de Lillo               | 661         |
| Puente de Domingo Flórez      | 1.869       |
| Quintana del Castillo         | 1.006       |
| Quintana del Marco            | 505         |
| Quintana y Congosto           | 678         |
| Regueras de Arriba            | 369         |
| Reyero                        | 137         |
| Riaño                         | 539         |
| Riego de la Vega              | 1.006       |
| Riello                        | 821         |
| Rioseco de Tapia              | 486         |
| La Robla                      | 4.723       |
| Roperuelos del Páramo         | 749         |
| Sabero                        | 1.548       |
| Sahagún                       | 2.937       |
| San Adrián del Valle          | 131         |
| San Andrés del Rabanedo       | 27.850      |
| San Cristóbal de la Polantera | 953         |
| San Emiliano                  | 752         |
| San Esteban de Nogales        | 334         |
| San Justo de la Vega          | 2.113       |
| San Millán de los Caballeros  | 174         |
| San Pedro Bercianos           | 338         |
| Sancedo                       | 564         |
| Santa Colomba de Curueño      | 633         |
| Santa Colomba de Somoza       | 495         |
| Santa Cristina de Valmadrigal | 325         |
| Santa Elena de Jamuz          | 1.350       |
| Santa María de la Isla        | 640         |
| Santa María de Ordás          | 368         |
| Santa María del Monte de Cea  | 333         |
| Santa María del Páramo        | 3.158       |
| Santa Marina del Rey          | 2.295       |
| Santas Martas                 | 921         |
| Santiago Millas               | 339         |
| Santovenia de la Valdoncina   | 1.845       |
| Sariegos                      | 3.570       |
| Sena de Luna                  | 440         |
| Sobrado                       | 470         |
| Soto de la Vega               | 1.942       |
| Soto y Amío                   | 1.011       |
| Toral de los Guzmanes         | 675         |
| Toreno                        | 3.793       |
| Torre del Bierzo              | 2.778       |
| Trabadelo                     | 523         |
| Truchas                       | 648         |
| Turcia                        | 1.223       |
| Urdiales del Páramo           | 586         |
| Val de San Lorenzo            | 672         |
| Valdefresno                   | 1.936       |
| Valdefuentes del Páramo       | 380         |
| Valdelugueros                 | 460         |
| Valdemora                     | 95          |
| Valdepiélago                  | 421         |
| Valdepolo                     | 1.463       |
| Valderas                      | 2.079       |
| Valderrey                     | 564         |
| Valderrueda                   | 1.113       |
| Valdesamario                  | 222         |
| Valdevimbre                   | 1.156       |
| Valencia de Don Juan          | 4.357       |
| Valmartino                    | 123         |
| Valverde de la Virgen         | 5.034       |
| Valverde-Enrique              | 212         |
| Vallecillo                    | 140         |
| La Vecilla                    | 439         |
| Vega de Espinareda            | 2.704       |
| Vega de Infanzones            | 884         |
| Vega de Valcarce              | 766         |
| Vegacervera                   | 309         |
| Vegaquemada                   | 483         |
| Vegas del Condado             | 1.335       |
| Villablino                    | 11.904      |
| Villabraz                     | 143         |
| Villadangos del Páramo        | 1.024       |
| Villadecanes                  | 2.184       |
| Villademor de la Vega         | 437         |
| Villafranca del Bierzo        | 3.710       |
| Villagatón                    | 719         |
| Villamandos                   | 362         |
| Villamanín                    | 1.161       |
| Villamañán                    | 1.287       |
| Villamartín de Don Sancho     | 161         |
| Villamejil                    | 889         |
| Villamol                      | 220         |
| Villamontán de la Valduerna   | 991         |
| Villamoratiel de las Matas    | 173         |
| Villanueva de las Manzanas    | 553         |
| Villaobispo de Otero          | 675         |
| Villaornate y Castro          | 471         |
| Villaquejida                  | 1.058       |
| Villaquilambre                | 12.797      |
| Villarejo de Órbigo           | 3.239       |
| Villares de Órbigo            | 852         |
| Villasabariego                | 1.255       |
| Villaselán                    | 273         |
| Villaturiel                   | 1.791       |
| Villazala                     | 942         |
| Villazanzo de Valderaduey     | 634         |
| Zotes del Páramo              | 591         |
| Total                         | 495.902     |